# پاینری (کلرادو)
پاینری (به انگلیسی: The Pinery) یک منطقهٔ مسکونی در ایالات متحده آمریکا است که در شهرستان داگلاس، کلرادو واقع شده‌است. پاینری ۲۶٫۹ کیلومتر مربع مساحت و ۱۰٬۵۱۷ نفر جمعیت دارد و ۱٬۹۰۴ متر بالاتر از سطح دریا واقع شده‌است.